# Peter Henning (Schriftsteller)

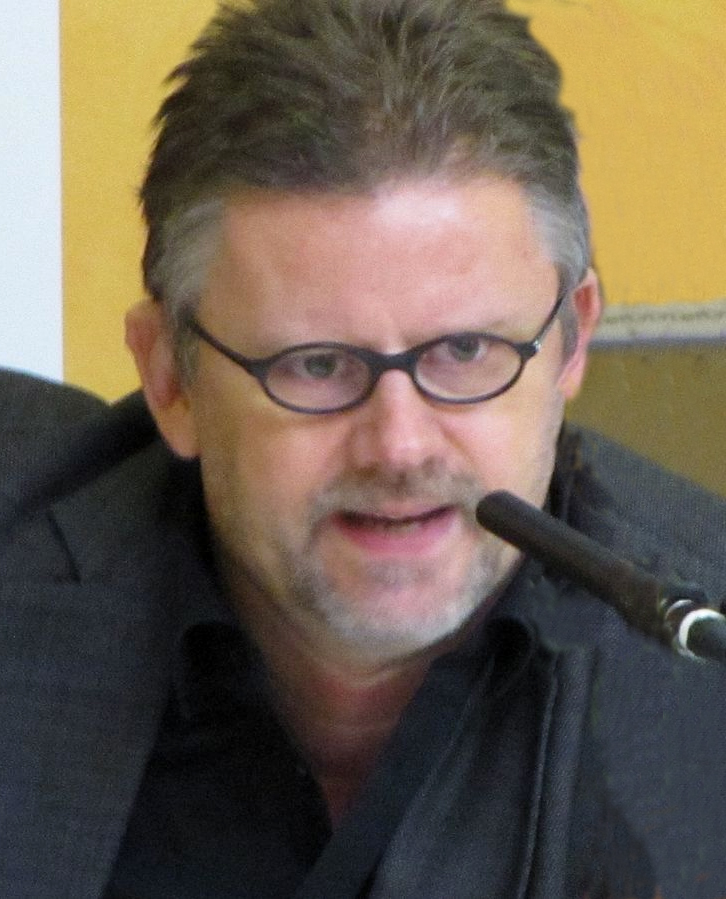
2010 in Frankfurt am Main

Peter Henning (* 1959 in Hanau) ist ein deutscher Journalist und Schriftsteller. Er lebt seit 2005 in Köln.

## Leben
Peter Henning studierte Germanistik und Philosophie in Frankfurt am Main. Seit 1985 ist er als freier Journalist für verschiedene deutsche Zeitungen und Rundfunkanstalten tätig, später wurde er Leiter des Literatur-Ressorts bei der Schweizer Weltwoche. Seit 2015 unterrichtet er als Lehrbeauftragter der Universität zu Köln am germanistischen Seminar Kreatives Schreiben.
Peter Henning ist Verfasser von Romanen, Erzählungen und Gedichten. 1984 erhielt er den Kulturpreis des Main-Kinzig-Kreises, 1996 den Literaturpreis der Jürgen Ponto-Stiftung. Für das Romanprojekt „Die Chronik des verpassten Glücks“ erhielt er ein Osteuropa-Stipendium der Robert-Bosch-Stiftung, Stuttgart.
Als erster Stadtschreiber Bad Homburgs zog Henning im Jahr 2020 für einige Monate in die von der Stadt in der Villa Wertheimber neu eingerichtete Hölderlin Wohnung, die zum 250ten Geburtstag von Friedrich Hölderlin eingerichtet worden war.

## Werke
- Licht und Schatten. Schmanke, Hanau am Main 1984, ISBN 3-924464-00-6
- Parkgeschichten und andere. Schlender, Göttingen 1984, ISBN 3-88051-041-5
- Als Herausgeber: Einpacken und abhauen. Byblos, Berlin 1994, ISBN 3-929029-32-4 (Reisegeschichten)
- Tod eines Eisvogels. Roman. Kiepenheuer und Witsch, Köln 1997, ISBN 3-462-02609-7
- Aus der Spur. Eine Erzählung. Suhrkamp, Frankfurt am Main 2000, ISBN 3-518-39656-0
- Giganten. 18 Geschichten. Residenz, Salzburg [u. a.] 2002, ISBN 3-7017-1303-0
- Linda und die Flugzeuge. Roman. Rowohlt, Reinbek bei Hamburg 2004, ISBN 3-499-23994-9
- Die Ängstlichen. Roman. Aufbau Verlag, Berlin 2009, ISBN 978-3351-03267-8
- Leichtes Beben. Roman. Aufbau Verlag, Berlin 2011, ISBN 978-3351033569
- Der schöne Schatten. Meeresnovelle. Transit Buchverlag, Berlin 2012, ISBN 978-3-88747-269-6
- Ein deutscher Sommer. Roman. Aufbau Verlag, Berlin 2013, ISBN 978-3-35103-542-6
- Die Chronik des verpassten Glücks. Roman. Luchterhand, München 2015, ISBN 978-3-630-87446-3
- Mein Schmetterlingsjahr. Ein Reisebericht. Konrad Theiss, Darmstadt 2018, ISBN 978-3-8062-3687-3
- Die Tüchtigen. Roman. Luchterhand, München 2019, ISBN 978-3-630-87447-0
- Die Tote von Sant Andreu. Roman. Transit Buchverlag, Berlin 2020, ISBN 978-3-88747-375-4
- Bis du wieder gehst. Roman. Luchterhand, München 2022, ISBN 978-3-630-87692-4